# 田上等
田上 等（たがみ ひとし、1950年3月28日 - ）は日本の政治活動家。1970年代、菅直人らとともに市民運動に参加し、社会市民連合（まもなく社会民主連合に改称）結成後は国政選挙や神奈川県議会議員選挙にしばしば立候補したがいずれも落選した。

## 経歴
横浜市西区浅間町生まれ。1962年横浜市立浅間台小学校卒業、1965年横浜市立岡野中学校卒業、1968年神奈川県立横浜平沼高等学校卒業、1974年慶應義塾大学法学部卒業。大学在学中にベーチェット病患者救済運動に関わる。1974年の第11回参議院議員通常選挙で市川房枝の応援に菅直人らと携わった。彼女の院内会派であった参議院第二院クラブ事務局長を経て、1976年の第34回衆議院議員総選挙に菅が東京都第7区から出馬した際には選挙対策本部事務局長を務めた。社会市民連合結成に参加し、まもなく改称した社会民主連合から1979年の神奈川県議選(横浜市緑区選挙区)、第35回衆議院議員総選挙、1980年の第36回衆議院議員総選挙に神奈川1区より立候補したがいずれも落選した。その後、神奈川県社会民主連合事務局長、神奈川県中小建設業協会理事、横浜市立浅間台小学校PTA会長を歴任する中で2回の神奈川県議会議員選挙(無所属(社会民主連合・MPD・平和と民主運動推薦)1回・横浜市港北区選挙区、日本社会党公認1回・横浜市西区選挙区)に立候補したが、すべて落選した。
1995年頃に自己破産しており、1991年から2006年まで国民健康保険組合で15年間勤務していたが、現在横浜市でホームレスをしている。三山喬の「ホームレス歌人のいた冬」（文春文庫）に現在のホームレス生活にいたる詳しい事情が綴られている。

## 人物
父親田上松衛の選挙に嫌悪感を抱き、政治に関わらず慶應義塾大学に入学後は司法試験合格を目指していた。しかし、ベーチェット病患者救済運動や1973年の東京都議会議員選挙において市川房枝率いる理想選挙推進市民の会の活躍に感化されて政治の道を選んだ。現在は離婚しているが、1977年に結婚し仲人は菅直人が務めた。なお、1979年神奈川県議選直前に妻ふみ子との間にもうけた最初の子を亡くしている。
父親の田上松衛は、神奈川県議会議員などを経て1959年に日本社会党（その後、民主社会党）から第5回参議院議員通常選挙に神奈川県選挙区から立候補し当選、1期務めている。